# Exiliados en la bahía
Exiliados en la Bahía: Lo Mejor de Maná es un álbum recopilatorio de la banda mexicana de rock en español Maná, el cual cuenta con 2 CD dando un resumen de su evolución reciente. El primer sencillo fue la versión de la canción escrita por Juan Gabriel, Hasta que te conocí, aparte de que tendrá un nuevo tema inédito "Un nuevo amanecer". El álbum salió a la venta el 27 de agosto de 2012.

## Lista de canciones

### CD 1
| Disco 1 |                                         |                                |                    |          |  |
| N.º     | Título                                  | Escritor(es)                   | Del álbum          | Duración |  |
| 1.      | «Hasta que te conocí»                   | Juan Gabriel                   | Tema inédito       | 4:56     |  |
| 2.      | «Lluvia al corazón»                     | Fher Olvera · Sergio Vallín**  | Drama y luz        | 4:08     |  |
| 3.      | «Amor clandestino»                      | Fher Olvera                    | Drama y luz        | 4:51     |  |
| 4.      | «El verdadero amor perdona»             | Fher Olvera                    | Drama y luz        | 4:41     |  |
| 5.      | «Mi reina del dolor»                    | Fher Olvera* · Sergio Vallín** | Drama y luz        | 4:06     |  |
| 6.      | «Arde el cielo»                         | Fher Olvera                    | Arde el cielo      | 4:33     |  |
| 7.      | «Si no te hubieras ido»                 | Marco Antonio Solís            | Arde el cielo      | 4:30     |  |
| 8.      | «El rey tiburón»                        | Fher Olvera                    | Amar es combatir   | 4:53     |  |
| 9.      | «Bendita tu luz» (con Juan Luis Guerra) | Fher Olvera* · Sergio Vallín** | Amar es combatir   | 4:23     |  |
| 10.     | «Ojalá pudiera borrarte»                | Fher Olvera                    | Amar es combatir   | 4:56     |  |
| 11.     | «Labios compartidos»                    | Fher Olvera                    | Amar es combatir   | 5:17     |  |
| 12.     | «Manda una señal»                       | Fher Olvera                    | Amar es combatir   | 4:41     |  |
| 13.     | «Ángel de amor»                         | Fher Olvera · Álex González**  | Revolución de amor | 4:55     |  |
| 14.     | «Eres mi religión»                      | Fher Olvera                    | Revolución de amor | 5:28     |  |
| 15.     | «Mariposa traicionera»                  | Fher Olvera                    | Revolución de amor | 4:24     |  |
| 16.     | «Corazón espinado» (con Santana)        | Fher Olvera                    | Supernatural       | 4:36     |  |

### CD 2
| Disco 2 |                                                                        |                               |                           |          |  |
| N.º     | Título                                                                 | Escritor(es)                  | Del álbum                 | Duración |  |
| 1.      | «Un nuevo amanecer»                                                    | Fher Olvera                   | Tema inédito              | 5:09     |  |
| 2.      | «Clavado en un bar»                                                    | Fher Olvera                   | Sueños líquidos           | 5:11     |  |
| 3.      | «Hechicera»                                                            | Fher Olvera · Álex González** | Sueños líquidos           | 4:51     |  |
| 4.      | «En el muelle de San Blas»                                             | Fher Olvera · Álex González** | Sueños líquidos           | 5:53     |  |
| 5.      | «No ha parado de llover»                                               | Fher Olvera · Álex González** | Cuando los ángeles lloran | 5:22     |  |
| 6.      | «Cuando los ángeles lloran»                                            | Fher Olvera                   | Cuando los ángeles lloran | 5:07     |  |
| 7.      | «Déjame entrar»                                                        | Fher Olvera                   | Cuando los ángeles lloran | 4:21     |  |
| 8.      | «Oye mi amor»                                                          | Fher Olvera · Álex González   | ¿Dónde jugarán los niños? | 4:31     |  |
| 9.      | «Me vale»                                                              | Álex González                 | ¿Dónde jugarán los niños? | 4:32     |  |
| 10.     | «Cómo te deseo»                                                        | Fher Olvera                   | ¿Dónde jugarán los niños? | 4:31     |  |
| 11.     | «Vivir sin aire»                                                       | Fher Olvera                   | ¿Dónde jugarán los niños? | 4:52     |  |
| 12.     | «Te lloré un río»                                                      | Fher Olvera                   | ¿Dónde jugarán los niños? | 4:53     |  |
| 13.     | «Rayando el sol»                                                       | Fher Olvera · Álex González   | Falta amor                | 4:11     |  |
| 14.     | «Perdido en un barco»                                                  | Fher Olvera · Álex González   | Falta amor                | 4:13     |  |
| 15.     | «Lluvia al corazón» (En vivo en Buenos Aires, Argentina, 2011)         | Fher Olvera · Sergio Vallín** | Drama y luz               | 4:35     |  |
| 16.     | «El verdadero amor perdona» (En vivo en Buenos Aires, Argentina, 2011) | Fher Olvera                   | Drama y luz               | 5:01     |  |

Notas
- Se marca con un (*) al quien solamente escribió la letra de la canción.
- Se marca con un (**) al quien solamente compuso la música de la canción.